# Episodi di Deception
La prima stagione della serie televisiva Deception è stata trasmessa sul canale statunitense NBC dal 7 gennaio 2013 al 18 marzo 2013.
| Nº | Titolo originale                  | Titolo italiano | Prima TV USA     | Prima TV Italia |
| -- | --------------------------------- | --------------- | ---------------- | --------------- |
| 1  | Pilot                             |                 | 7 gennaio 2013   |                 |
| 2  | Nothing's Free, Little Girl       |                 | 14 gennaio 2013  |                 |
| 3  | A Drop of Blood and a Microscope  |                 | 21 gennaio 2013  |                 |
| 4  | One, Two,Three... One, Two, Three |                 | 28 gennaio 2013  |                 |
| 5  | Why Wait                          |                 | 4 febbraio 2013  |                 |
| 6  | Don't Be a Dummy                  |                 | 11 febbraio 2013 |                 |
| 7  | Tell Me                           |                 | 18 febbraio 2013 |                 |
| 8  | Stay With Me                      |                 | 25 febbraio 2013 |                 |
| 9  | Good Luck With Your Death         |                 | 4 marzo 2013     |                 |
| 10 | You're the Bad Guy                |                 | 11 marzo 2013    |                 |
| 11 | I'll Start With the Hillbilly     |                 | 18 marzo 2013    |                 |